# Le Fauga
Le Fauga (em occitano:  Le Haugar) é uma comuna francesa na região administrativa da Occitânia, no departamento do Alto Garona. Estende-se por uma área de 8.92 km², com 2.069 habitantes, segundo o censo de 2018, com uma densidade de 230 hab/km².